# Philippe Matheron
Pour les articles homonymes, voir Matheron.

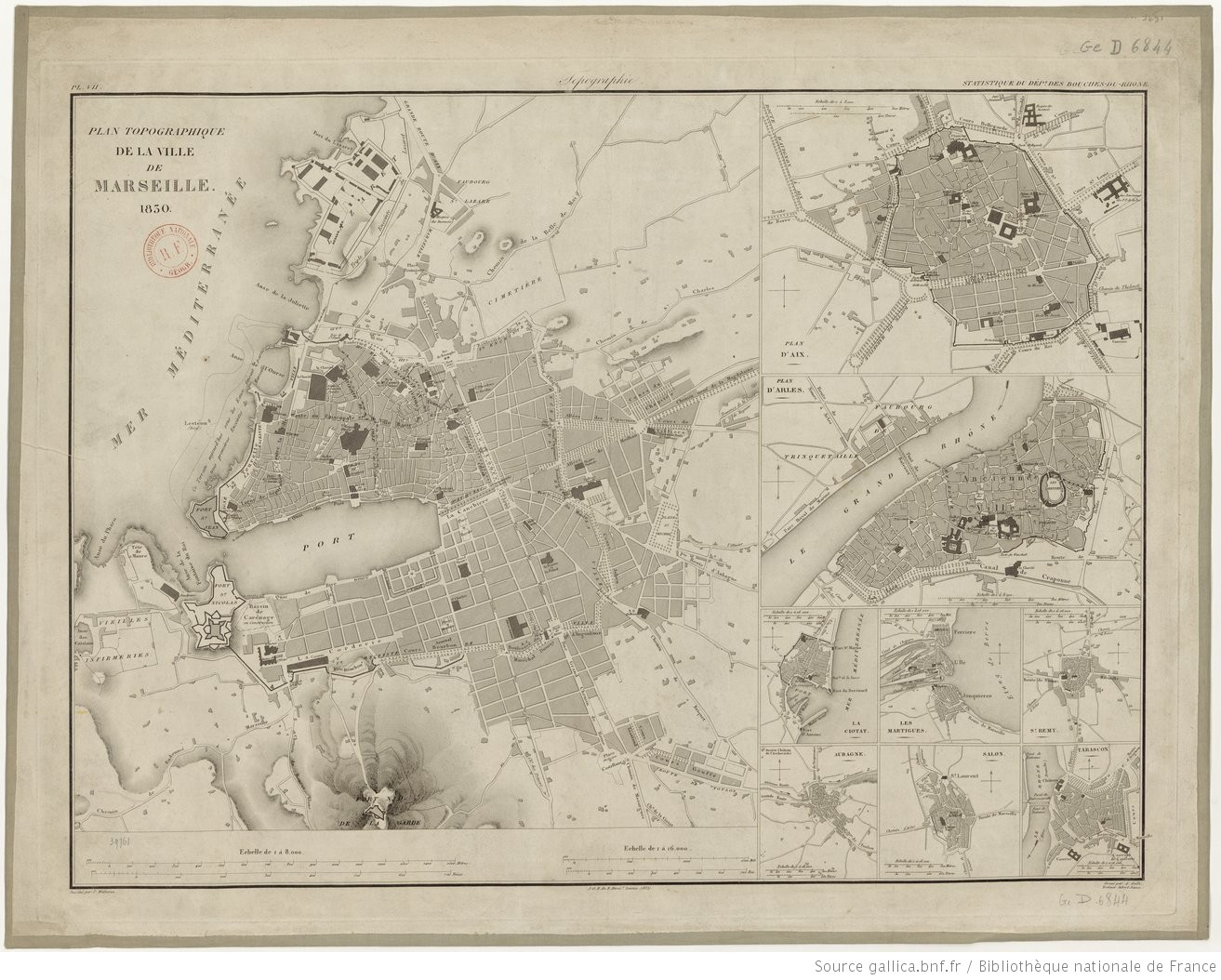
Plan de Marseille de 1830 par Philippe Matheron.

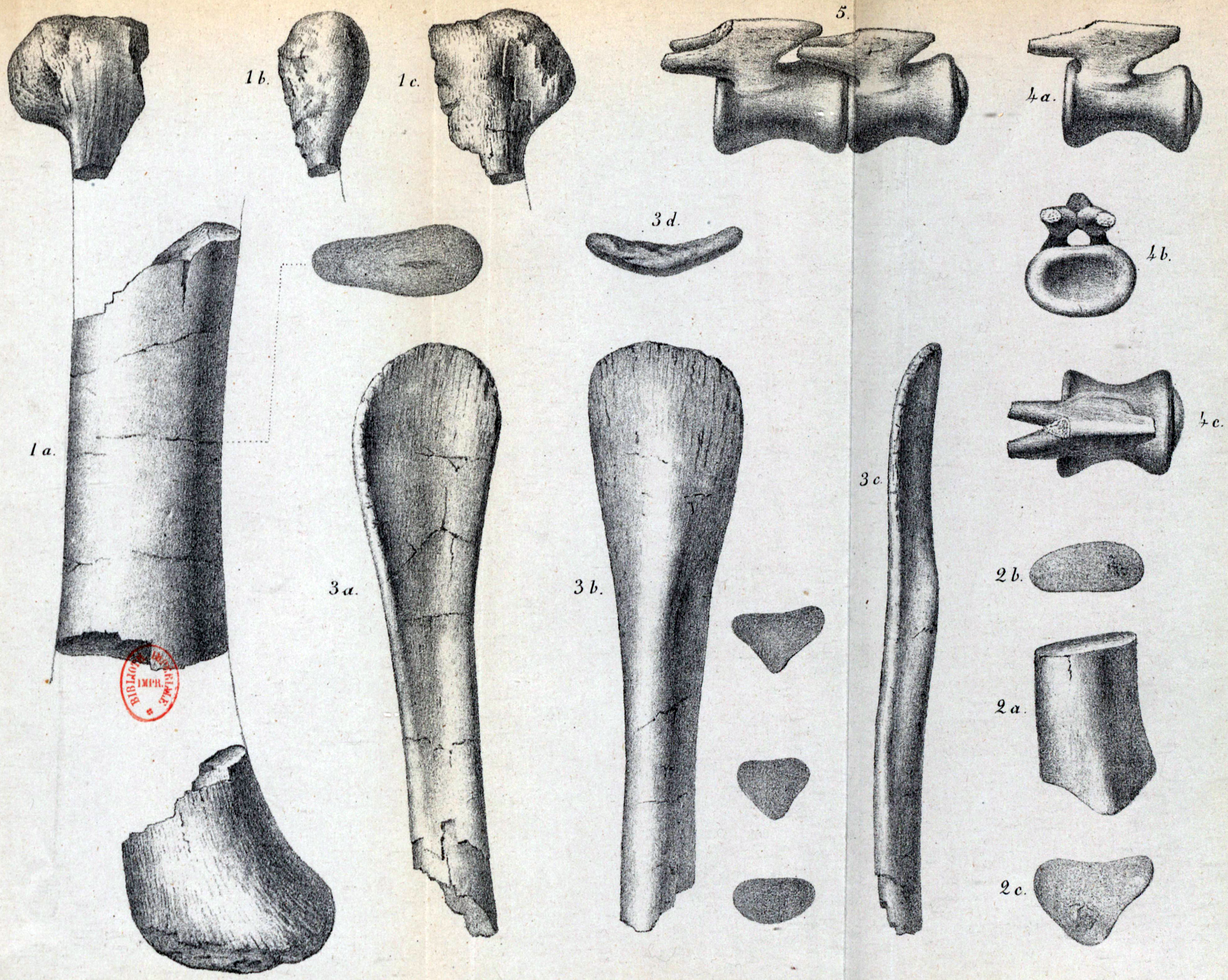
Représentation d'os de l'Hypselosaurus par Philippe Matheron en 1868.

Philippe Matheron, né Pierre Philippe Émile Matheron  le 29 octobre 1807 à Marseille et mort le 31 décembre 1899 dans la même ville, est un ingénieur civil, paléontologue, géologue et cartographe Français. Il est connu pour ses travaux sur les dinosaures.

## Biographie

### Jeunesse et études
Philippe Matheron est le fils du géomètre Jean Esprit Matheron et de Rosalie Françoise Sansan. 
En 1819, il entreprend des études à l'école des beaux-arts de Marseille. Il étudie en parallèle la physique, la chimie et les mathématiques. Il s'intéresse à la géologie et à la paléontologie et entreprend des recherches en Provence. 

### Parcours professionnel
En 1830, il réalise un plan de la ville de Marseille.
En 1832, à la suite de ses premières recherches géologiques et paléontologiques en Provence, il publie "Observation sur les terrains tertiaires du département des Bouches-du-Rhône et description des coquilles fossiles inédites qu'il renferme".
En 1836, il occupe la fonction d'agent-voyer en chef du département des Bouches-du-Rhône. Il est également chef de division au chemin de fer pour la section allant de Marseille à Avignon. Le 24 mars 1836, il devient membre de l'Académie de Marseille.
En 1839, il publie un ouvrage consacré à la géognosie, "Essai sur la constitution géognostique du département des Bouches-du-Rhône".
En 1840, il devient membre de la société géologique de France.
En 1843, il réalise et édite une carte topographique du département des Bouches-du-Rhône.
En 1846, il publie "Sur les terrains traversés par le souterrain de la Nerthe, près Marseille" dans le Bulletin de la Société géologique de France.
À partir de 1859, il se consacre à la géologie. En 1860, il se rend en Algérie, et notamment en Kabylie, pour étudier le terrain de la province de Constantine. Les années suivantes, il parcourt la France et la Belgique pour ses recherches géologiques.
Philippe Matheron définit les taxons des dinosaures Hypselosaurus et Rhabdodon en 1869. La même année, il publie une "Notice sur les reptiles fossiles des dépôts fluvio-lacustres crétacés du bassin à lignite de Fuveau".
De 1869 à 1891, il se consacre aux études paléontologiques et stratigraphiques. Il publie un compte-rendu sur "Les animaux vertébrés dans les couches d'eau douce Crétacées du Midi de la France", lors de la 20e session de l'Association Française pour l'Avancement des Sciences fusionnée avec l'Association Scientifique de France, toutes deux reconnues d'utilité publique. Il habite alors au 51, Boulevard Chave.

### Hommages et récompenses
Philippe Matheron est élu membre de l'Académie de Marseille en 1836. Le 7 juin 1896, il reçoit la médaille d'or de l'Académie des sciences de Marseille. Pierre Philippe Émile Matheron est élevé au grade de chevalier de la légion d'honneur.
En 2017, le genre Matheronodon et l'espèce associée Matheronodon Provincialis sont nommés en son honneur.